# Al Hudud ash Shamaliyah
Al Hudud ash Shamaliyah (Arabisch: الحدود الشمالية, Al Ḩudūd ash Shamālīyah, Noordelijke Grens) is een provincie in Saoedi-Arabië. De hoofdstad is 'Ar'ar en de provincie grenst aan Irak.
Het heeft een grondgebied van 111.797 km² en had in 2004 279.286 inwoners
Al Bahah · Al Hudud ash Shamaliyah · Al Jawf · Al Qasim · Ash-Sharqiyah · Asir · Hail · Jizan · Medina · Mekka · Najran · Riyad · Tabuk